# Chavão
Chavão é uma povoação portuguesa do Município de Barcelos que foi sede da extinta Freguesia de Chavão, freguesia que tinha 2,51 km² de área e 746 habitantes (2011), e, por isso, uma densidade populacional de 297,2 hab/km².
A Freguesia de Chavão foi extinta em 2013, no âmbito de uma reforma administrativa nacional, tendo sido agregada à Freguesia de Negreiros, para formar uma nova freguesia denominada União das Freguesias de Negreiros e Chavão com sede em Negreiros.
Na área desta freguesia deteve a Ordem de Malta importantes bens.

## População
| População da freguesia de Chavão (1864 – 2011) | População da freguesia de Chavão (1864 – 2011) | População da freguesia de Chavão (1864 – 2011) | População da freguesia de Chavão (1864 – 2011) | População da freguesia de Chavão (1864 – 2011) | População da freguesia de Chavão (1864 – 2011) | População da freguesia de Chavão (1864 – 2011) | População da freguesia de Chavão (1864 – 2011) | População da freguesia de Chavão (1864 – 2011) | População da freguesia de Chavão (1864 – 2011) | População da freguesia de Chavão (1864 – 2011) | População da freguesia de Chavão (1864 – 2011) | População da freguesia de Chavão (1864 – 2011) | População da freguesia de Chavão (1864 – 2011) | População da freguesia de Chavão (1864 – 2011) |
| ---------------------------------------------- | ---------------------------------------------- | ---------------------------------------------- | ---------------------------------------------- | ---------------------------------------------- | ---------------------------------------------- | ---------------------------------------------- | ---------------------------------------------- | ---------------------------------------------- | ---------------------------------------------- | ---------------------------------------------- | ---------------------------------------------- | ---------------------------------------------- | ---------------------------------------------- | ---------------------------------------------- |
| 1864                                           | 1878                                           | 1890                                           | 1900                                           | 1911                                           | 1920                                           | 1930                                           | 1940                                           | 1950                                           | 1960                                           | 1970                                           | 1981                                           | 1991                                           | 2001                                           | 2011                                           |
| 236                                            | 255                                            | 255                                            | 300                                            | 323                                            | 325                                            | 374                                            | 400                                            | 526                                            | 581                                            | 642                                            | 617                                            | 640                                            | 733                                            | 746                                            |